# Dr.-Frank-Gymnasium Staßfurt
Die Einzugsgebiete des Dr.-Frank-Gymnasiums Staßfurt sind Staßfurt und seine Ortsteile sowie die Stadt Hecklingen. Seit dem Schuljahr 2016/2017 gehört zusätzlich das Einzugsgebiet des ehemaligen Gymnasiums Egeln (Verbandsgemeinde Egelner Mulde, Kroppenstedt, die Ortsteile Schneidlingen, Groß Börnecke und Cochstedt der Stadt Hecklingen) zum Dr.-Frank-Gymnasium.

## Lage
Das Hauptgebäude beherbergt die Klassen zehn bis zwölf, das Gebäude II beherbergt die Klassen fünf bis neun und ist die ehemalige Goetheschule. Beide Schulen liegen im Stadtteil Alt-Staßfurt.

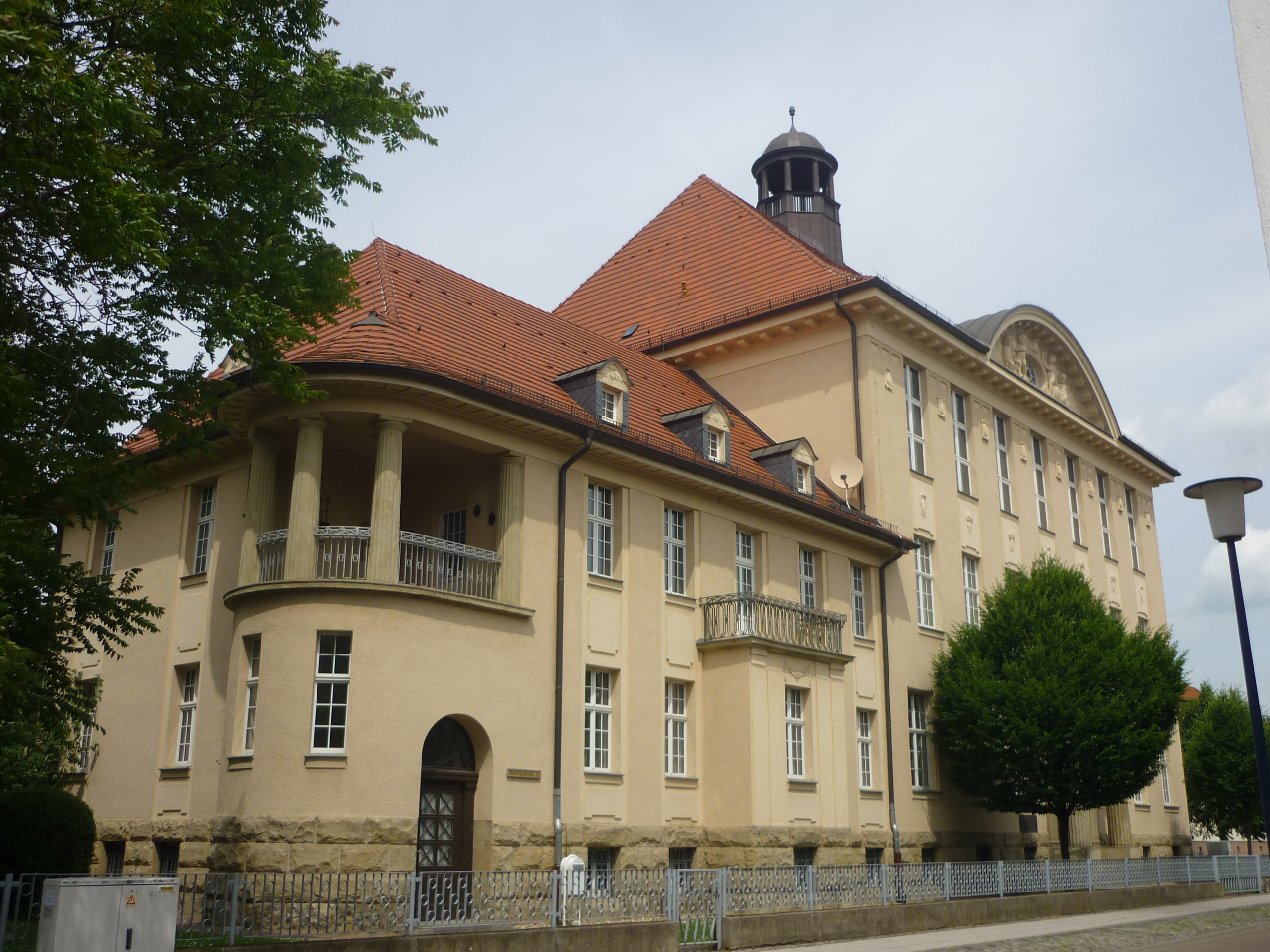
Dr.-Frank-Gymnasium Hauptgebäude
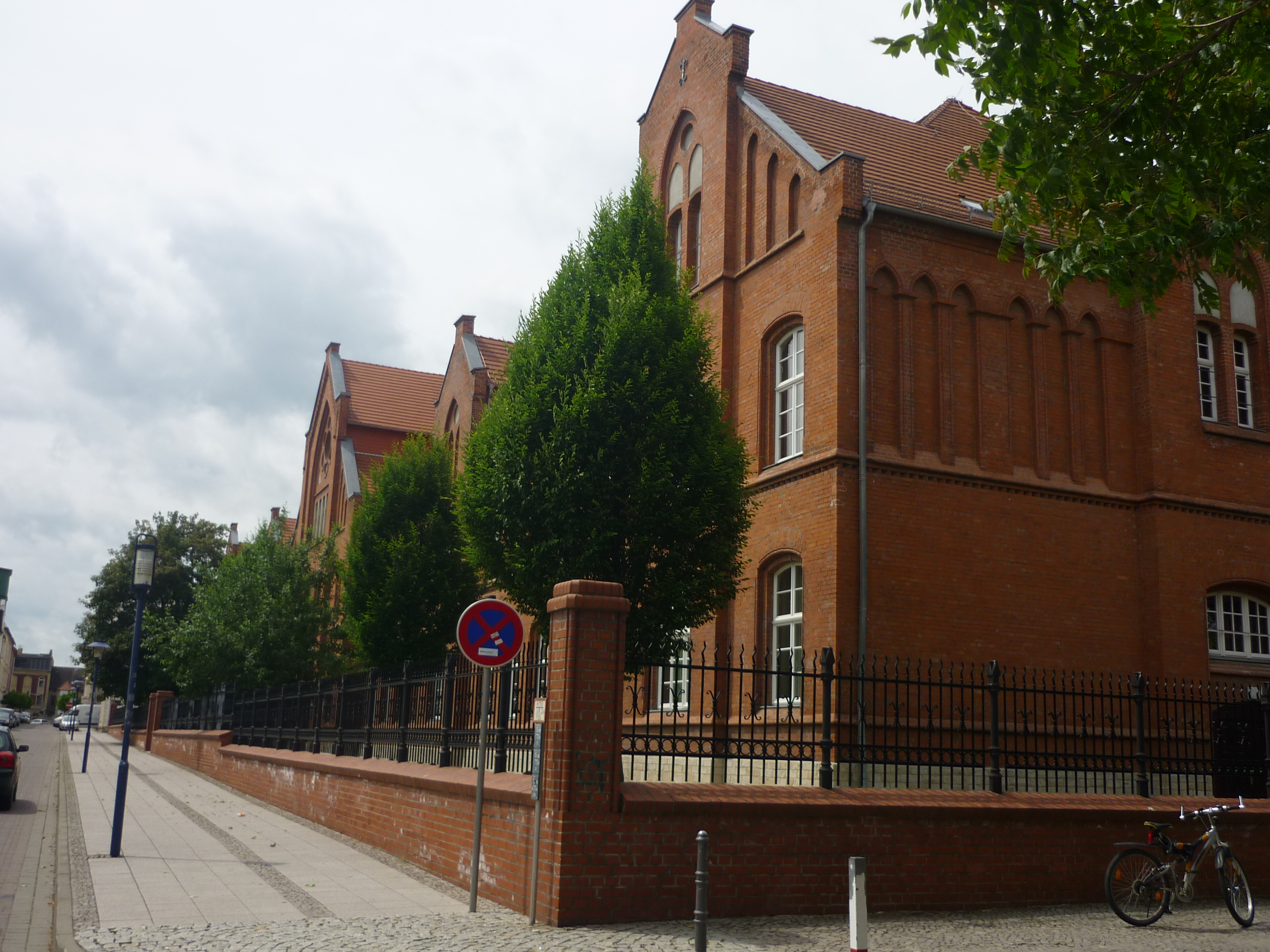
Dr.-Frank-Gymnasium Gebäude II
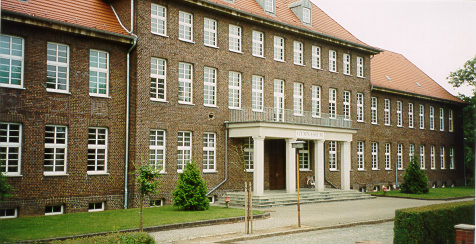
Ehemaliger Außenstandort des Gymnasiums (ehemalig Gymnasium Egeln)

## Geschichte

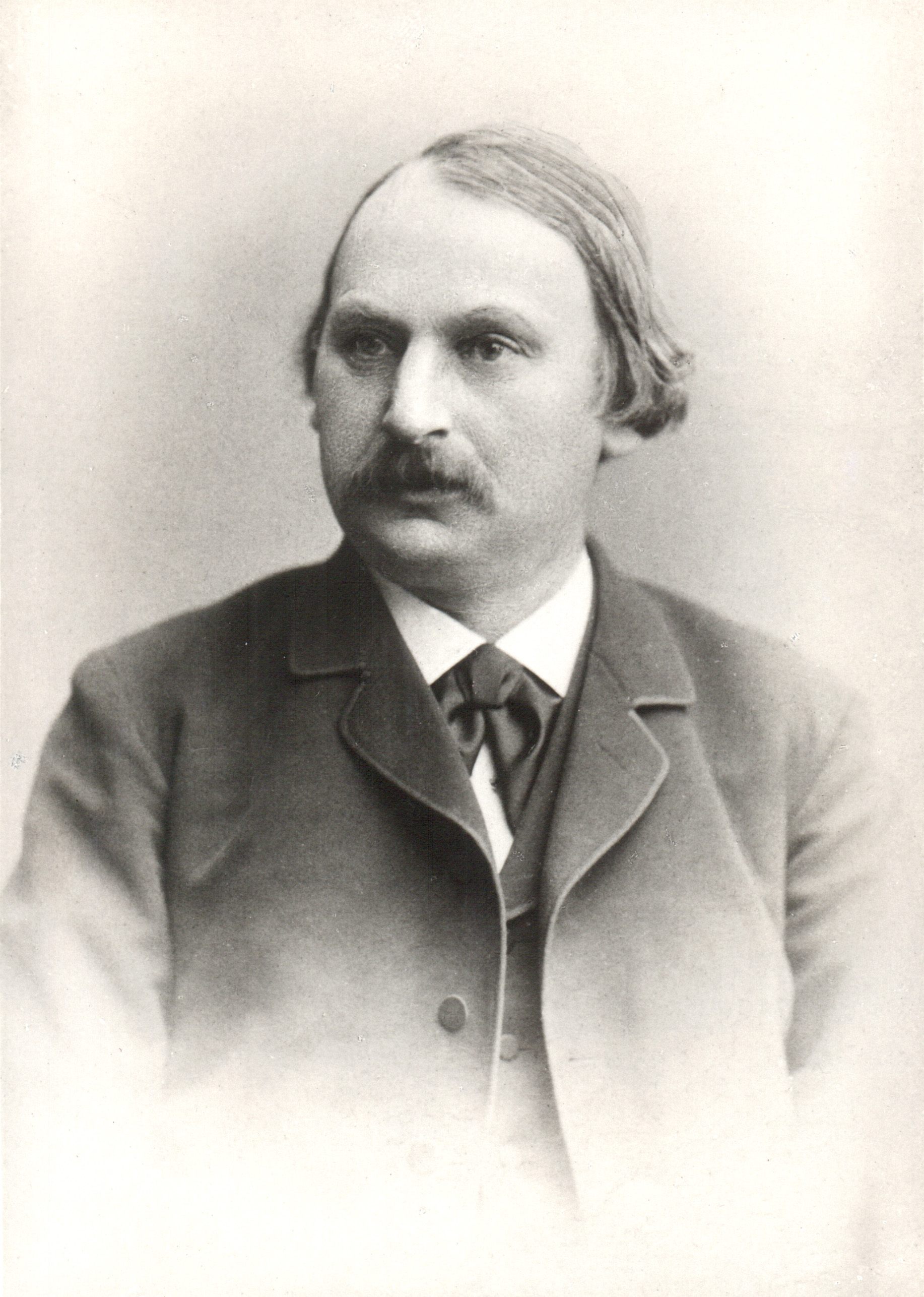
Adolph Frank

Das Gymnasium wurde 1947 nach Adolph Frank benannt. Zu DDR-Zeiten war es seit dem 1. September 1959 die EOS von Staßfurt. Nach der Wiedervereinigung Deutschlands erhielt es zum 1. Juni 1992 wieder den Namen Dr.-Frank Gymnasium. Seit 2007 nimmt  die Schule am Netzwerk Schule ohne Rassismus – Schule mit Courage teil. Seit 2013 organisiert die Schule den Stundenplan als 90-Minuten-Blockunterricht. Zum Schuljahr 2014/15 wurde das Egelner Gymnasium als Außenstandort dem Dr.-Frank-Gymnasium eingegliedert, aber bereits zum Ende des Schuljahres 2015/16 endgültig geschlossen.

## Lehrangebot
Das Gymnasium unterliegt als staatliche, allgemein bildende Schule den Rahmenrichtlinien des Landes Sachsen-Anhalt.

## Schulsportmannschaften
Das Gymnasium verfügt über ein ausgeprägtes Sportwesen. Die Schüler der fünften bis zehnten Klassen können dem Schulsportverein des Gymnasiums beitreten; anschließend der gemischten Sportgruppe des Gymnasiums. Heute gibt es die Schulvereine: Badminton, Fußball, Handball und Leichtathletik, was im Rahmen des regionalen Sportprogramm “Jugend trainiert für Olympia” stattfindet.
Das Gymnasium ist Mitausrichter der Internationalen Bundesjugendspiele.

## Ehemalige Schüler
- Rudolf Lange (1910–1945), SS-Offizier

## Namensgeber
Der Namensgeber Adolph Frank war ein bedeutender Chemiker, der einen Großteil seiner Lebenszeit in Staßfurt verbrachte und dort verschiedene Erfindungen machte.